# Рум'янцева Дар'я Євгенівна
Дар'я Євгенівна Рум'янцева (нар.. 21 червня 1986, Веймар, округ Ерфурт, НДР) — російська актриса театру і кіно.

## Біографія
У 2007 році закінчила акторсько-режисерський курс Лева Додіна Санкт-Петербурзької академії театрального мистецтва. Після закінчення навчання Дар'я Рум'янцева була прийнята до складу трупи Малого драматичного театру .
Першу роль в кіно Дар'я отримала в серіалі « Менти. Вулиці розбитих ліхтарів», де з'являлася в декількох епізодах. Першою серйозною роботою для неї стала роль Тоні у фільмі Сергія Попова «Холодне сонце».

## Творчість

### Ролі в театрі

#### Малий драматичний театр— Театр Європи
- «Шоколадний солдатик» — Лукка
- " Король Лір " Вільяма Шекспіра — Корделія
- «Життя і доля» — Надя
- «Блажь» — Настя
- «Безплідні зусилля любові» — Принцеса Французька і Жакнетта
- «Невагома принцеса» — Принцеса
- «Снігова королева» — Герда
- «Дядя Ваня» — Соня

#### Притулок Комедіанта
- «Олеся» — Олеся

### Фільмографія
| Рік  |   | Назва                       | Роль                                                               |    |
| ---- | - | --------------------------- | ------------------------------------------------------------------ | -- |
| 2005 | ф | Гарпастум                   | гімназистка                                                        | ру |
| 2005 | с | Вулиці розбитих ліхтарів 7  | Олена                                                              | ру |
| 2006 | ф | Будинок-фантом в придане    | Люсінда                                                            | ру |
| 2008 | ф | А.Д.                        |                                                                    | ру |
| 2008 | ф | За яблучка                  |                                                                    | ру |
| 2008 | ф | Холодне Сонце               | Тоні                                                               | ру |
| 2009 | с | Історія зечки               | Рая                                                                | ру |
| 2009 | ф | Диво                        | Лжететяна                                                          | ру |
| 2010 | с | Була любов                  | Рита Надійна                                                       | ру |
| 2011 | с | Молога. Російська Атлантида | Тетяна                                                             | ру |
| 2012 | с | Опергрупа 2                 | адміністратор клубу                                                | ру |
| 2012 | ф | Козак                       | Катерина                                                           | ру |
| 2012 | с | Підземний перехід           |                                                                    | ру |
| 2016 | с | Що і треба було довести     | Маша Петрова, співробітниця оперативно-розшукового відділу поліції | ру |
| 2017 | с | Крила Імперії               | Ксенія Дьяконова                                                   | ру |
| 2019 | с | Ніжне листя, отруйні корені | Олександра Стриженова («Стриж»)                                    | ру |
| 2020 | с | Диверсант. Крим             | фельдшер Ліда                                                      | ру |

## Визнання та нагороди
- 2006 — Дар'я Рум'янцева отримала нагороду «Золотий софіт» за роль Корделії у виставі «Король Лір».